# Hubert Krains
Hubert Krains, né à Les Waleffes (Faimes, province de Liège) le 30 novembre 1862 et décédé à Bruxelles le 10 mai 1934, est un écrivain belge et un militant wallon de la fin du XIXe et du début du XXe siècle. 

## Biographie
Fils d'ouvriers agricoles hesbignons, Hubert Krains seconde son père dans les travaux agricoles dès ses seize ans avant d'être engagé à l'administration des postes. Nommé en 1882, il quitte définitivement sa Hesbaye natale pour Bruxelles. Gravissant les échelons de l'administration, il sera nommé en 1895 secrétaire du bureau international de l'Union postale universelle à Berne où il restera jusque 1911. 
Après la Première Guerre mondiale, il finit sa carrière comme directeur général des Postes de Belgique (1925-1928). 
En 1934, Hubert Krains meurt violemment, à l'âge de 71 ans, broyé sous les roues d'un train — comme le héros du Pain noir.

## Activités littéraires
Il publie ses premiers contes dans le journal La Wallonie. Il se revendiquera toujours comme « je suis un Wallon ». 
Son œuvre majeure est Le pain noir, ses textes étaient enseignés dans les écoles primaires de Hesbaye dans les années 1950-1960.
Il fut un ardent défenseur de la langue et de la culture française et un militant wallon : il sera l'un des premiers à collaborer à la Terre wallonne d'Élie Baussart.
Il soutient le jeune écrivain wallon Jean Tousseul.
Il participa à l'hebdomadaire bruxellois non conformiste « Le Rouge et le Noir » fondé par Pierre Fontaine en 1927 et notamment à sa « Tribune Libre. » Cette tribune, publique, portait sur des sujets littéraires, artistiques ou de société. Ces débats publics recueillirent un franc succès pendant une dizaine d'années. En 1928, Hubert Krains notait dans une lettre à son ami Lebacq que l'expérience lui avait plu car il avait découvert qu'il pouvait séduire un public relativement hostile.
Il semble cependant que « Le Rouge et le Noir » ne l'ait pas conquis. Ce sont « des séances publiques que les jeunes (qu'ils disent) organisent périodiquement. Il est vrai que, vu son âge, il avait de quoi être choqué par la volonté affichée par Fontaine de balayer les hommes anciens. 

## Honneurs
Il a été choisi comme l'un des cent Wallons du siècle par l'Institut Jules-Destrée, en 1995.
L'Association des Écrivains Belges de langue française, qu'il présida, distribue annuellement un prix Hubert Krains.
La commune de Schaerbeek donna son nom à une de ses artères, tout comme son village natal.

## Œuvres
- 1891 : Les Bons Parents, suivi de Consolation, Le Bonheur des autres, et de La Cité mercantile, Bruxelles, Éditions Castaigne
- 1895 : Histoires lunatiques, Bruxelles, Éditions Paul Lacomblez
- 1899 : Amours rustiques, Paris, Société du Mercure de France
- 1904 : Le Pain noir, Paris, Société du Mercure de France
- 1908 : Figures du pays, Bruxelles, Éditions Dechenne et Cie avec l'Association des écrivains belges
- 1908 : L'Union postale universelle : sa fondation et son développement, Berne, Éditions Gustave Grunau
- 1919 : Mascarades rustiques (avec Arild Liénaux), Bruxelles, Éditions Renaissance du livre
- 1921 : Mes amis, Paris, Vromant et Cie
- 1930 : Portraits d’écrivains belges (avec Eugène Demolder), Liège, Éditions Georges Thone
- 1931 : Anthologie des jeunes écrivains belges, 1930-1931, Louvain, Éditions des Jeunes Auteurs
- 1934 : Au cœur des blés, Liège, Éditions Georges Thone
- 1937 : L'Âme de la maison, Paris, Éditions Labor

## Sources
- Institut Jules Destrée